# Samuel McChord Crothers
 (avril 2020).
Samuel McChord Crothers (7 juin 1857 - novembre 1927) est un unitarien américain de la Première paroisse de Cambridge. C'est un essayiste populaire,.
Crothers est diplômé du Wittenberg College en 1873. En 1874, il est diplômé du College of New Jersey (plus tard Princeton University). Après avoir obtenu un diplôme de divinité au Union Theological Seminary en 1877, il devient ministre presbytérien. Il démissionne en 1881 et se convertit à l'église unitarienne en 1882.
Crothers décède subitement à son domicile de Cambridge dans le Massachusetts.